# Табата, Айзек Бангани
Айзек Бангани Табата (англ. Isaac Bangani Tabata; 10 июня 1909, Квинстаун, Восточно-Капская провинция — 13 октября 1990, Хараре), также известный как «IB» или «Табби» — южноафриканский политический активист, публицист и оратор. Марксист троцкистской традиции, он был центральным участником Движения за неевропейское единство с момента его создания в 1943 году, а затем созданного в 1961 году Демократического союза африканских народов юга Африки (APDUSA). Он известен своим новаторским анализом, теоретической работой и пожизненной приверженностью движению. Табата был женат на Джейн Гул, крупной политической активистке.

## Ранние годы. Приход к троцкизму
Айзек Бангани Табата родился 10 июня 1909 года в Бейли, недалеко от Квинстауна в Восточно-Капской провинции. Он учился в миссионерской школе Лавдейла, среди других известных выпускников которой Стив Бико, Эллен Кузвайо, Гован Мбеки и Чарльз Нкакула.
Учёбу продолжил в Университете Форт-Хейра, а затем, с 1931 года, работал в Кейптауне. Он нашёл работу водителем грузовика и вскоре вступил в многорасовый профсоюз водителей грузовиков, в руководящий орган которого вскоре был избран. Когда он вступил в Ассоциацию африканских избирателей Капской провинции, он познакомился с марксистской и другой радикальной литературой.
В 1935 году он выступил одним из основателей троцкистской Рабочей партии Южной Африки (WPSA) и присоединился к Всеафриканской конвенции (ВАК), где также вошёл в руководство. Наряду с Джейн Гул (позже его супруга) и её братом доктором Гуламом Гулом Табата сыграл значительную роль в кампании ВАК против Закона о земле 1935 года. Когда Африканский национальный конгресс вышел из ВАК, Табата работал над превращением ВАК в новую национальную коалицию.

## Движение единства
С момента его основания в 1943 году Табата был одним из основателей Движения за неевропейское единство (NEUM), которое объединило ВАК и другие организации в новую национальную структуру. Рабочая партия ушла в подполье в 1939 году и сосредоточила большую часть своей энергии на NEUM. С 1943 года Табата был ведущей фигурой как в NEUM, так и в ВАК. В первой книге Табаты «Пробуждение народа» в 1950 году исследовалась политическая борьба в Южной Африке и приводились доводы в пользу NEUM. Табата критиковал Африканский национальный конгресс (АНК) и Коммунистическую партию Южной Африки (САКП), которые были доминирующими политическими движениями того времени,, выступая за крестьянскую борьб Он также подчеркнул важность долгосрочной стратегии политического просвещения и выступил за полный отказ от сотрудничества с режимом апартеида и его союзниками.
Табата часто путешествовал между Кейптауном и сельским Транскеем, развивая сеть ячеек NEUM, печатая и распространяя его программу. Он сосредоточился на критике правительственных программ «реабилитации», направленных на ограничение поголовья скота у африканских крестьян в перенаселенных африканских резервациях. Эта деятельность привела к его аресту в Маунт-Эйлифф в 1948 году.
Аргументы в пользу крестьянской борьбы и бойкотов были развиты Табатой в новой брошюре «Бойкот как оружие борьбы» в 1952 году, когда АНК и (уже подпольная) Южно-Африканская коммунистическая партия начали массового гражданского неповиновения. В это время он написал «Образование для варварства», в котором критиковал правительственную систему образования для банту. В 1956 году власти запретили Табате заниматься общественно-политической деятельностью и сослало его на пять лет в Кейптаун, а его сочинения подлежали запрету сообразно Закону о подавлении коммунизма. Однако его работа принесла плоды, поскольку NEUM сыграло заметную роль в восстании в Пондоланде 1950—1961 годов.
Движение неевропейского единства раскололось в 1957 году, и Табата, как только у него истёк срок запрета на деятельность, участвовал в создании группы «Демократический союз африканских народов Южной Африки» в 1961 году а затем Движения единства Южной Африки в 1964 году Табата останется ключевым лидером этих организаций (носящих аббревиатуры APDUSA и UMSA соответственно) на всю оставшуюся жизнь.
Табата бежал в изгнание в 1963 году, сначала в Свазиленд, а затем в Замбию. Он также жил в Танзании и Хараре (Зимбабве), где и умер 13 октября 1990 года. В изгнании Табата совершил турне по Соединенным Штатам Америки в 1965 и 1970 годах, выступил перед Организацией Африканского союза (ОАЕ), представлял различные меморандумы и выступил в Специальном комитете Организации Объединенных Наций по апартеиду в 1971 году.

## Сочинения
Табата много писал в течение почти пятидесяти лет: помимо текстов, упомянутых ранее, другие известные и широко читаемые работы Табаты включают «Рождение нации», «Империалистический заговор в Африке», «Письмо к Манделе», «Об аграрной проблеме», «Разоблачение косметики апартеида» и т. д.. Большинство из них сейчас доступны в сети.

## Наследие
Табата сыграл важную роль в формировании традиции Движения единства, которое до 1970-х годов было крупнейшим троцкистским течением на юге Африки. И Демократический союз африканских народов юга Африки / Движение за единство Южной Африки, и движение «Новое единство» продолжают высоко ценить Табату. Для первого он был «интеллектуальным гигантом, неутомимым и революционным политиком, выдающимся оратором и искусным автором-аналитиком», оставившим «огромное наследие». Для последнего он был выдающимся «теоретиком, писателем, оратором, организатором» и «марксистом высочайшего уровня».
Табо Мбеки, который тогда занимал пост президента Южно-Африканской Республики, наградил Табату золотым орденом Лутхули за «исключительный вклад в создание организаций, которые укрепляли единство среди угнетенных, несмотря на расовые и классовые границы».